# John Black (corsário)
John Black  (Great Yarmouth, 31 de outubro de 1778 - local desconhecido no Oceano Índico, maio de 1802) foi um corsário inglês.
Era marinheiro no Lady Shore'em 1797, com destino à Austrália, com vários deportados, quando a tripulação se amotinou na costa brasileira, matando o capitão e tomando posse do navio, prendendo o resto. Duas semanas depois, em 15 de agosto de 1797 os amotinados, colocaram John Black e 28 outros passageiros (oficiais, esposas, crianças e 4 condenados - 3 mulheres e um homem, o major James George Semple Lisle) em um bote e os deixaram a deriva no oceano Atlântico. Depois de dois dias foram resgatados por outro barco e levados a Rio Grande, 300 milhas de distância de onde foram encontrados.  Permaneceu no Rio Grande do Sul por alguns meses até conseguir viajar para o Rio de Janeiro, onde embarcou em outro barco com destino à Austrália, onde se estabeleceu como comandante de navios. Desapareceu em um naufrágio, entre Calcutá e Sydney.